# A Ferreirinha
A Ferreirinha é uma série de televisão portuguesa exibida pela RTP1 em 2004. Criada e escrita por Francisco Moita Flores, narra o percurso de Antónia Ferreira (conhecida popularmente por Ferreirinha) desde a sua viuvez até à morte, destacando o seu papel no desenvolvimento da produção e comercialização do vinho do Porto. Em paralelo, é contada a história de amor de Camilo Castelo Branco e Ana Plácido, presos por adultério.

## Elenco
- Filomena Gonçalves... Antónia Ferreira (Ferreirinha)
- António Capelo... José da Silva Torres
- Filipe Duarte (†)... António Bernardo Ferreira
- Isabel Abreu... Antónia Plácido
- João de Carvalho... Manuel Pinheiro Alves
- Afonso Pimentel... João Carlos Saldanha
- Catarina Furtado...Ana Plácido
- João Reis... Camilo Castelo Branco
- Rui Luís Brás... Conde da Azambuja
- Sofia Duarte Silva... Maria da Assunção Ferreira
- Victor Rocha... António Claro
- Rui David... Francisco Correia
- Joana Figueira... Rosário
- Nicolau Breyner (†)... Barão de Forrester
- Adriano Carvalho... Vieira Castro
- Manuel Wiborg... Azevedo Branco
- António Reis... Serra Pinto
- Henrique Viana (†)... governador civil